# 30. avgust
30. avgust je 242. dan leta (243. v prestopnih letih) v gregorijanskem koledarju. Ostaja še 123 dni.

## Dogodki
- 1807 – Urban Jarnik napiše pesem Zvezdje
- 1873 – Karl Weyprecht in Julius von Payer odkrijeta otočje Dežela Franca Jožefa
- 1914 – Nemci zavzamejo Amiens
- 1918 – v atentatu ob obisku tovarne Mihelson težko ranijo Lenina
- 1940 – z dunajsko arbitražo Nemčija in Italija prisilita Romunijo, da Bolgariji odstopi južno Dobrudžo, Madžarski pa Transilvanijo
- 1942 – uvedba vojaške obveznosti v Luksemburgu
- 1942 - italijansko letalstvo med veliko ofenzivo v Ljubljanski pokrajini bombandira Vrhpolje in Cerov Log
- 1963 – predstavniki Sovjetske zveze in ZDA se dogovorijo o vzpostavitvi neposredne telefonske zveze med Belo hišo in Kremljem, t. i. rdečega telefona
- 1974 – v hudi železniški nesreči v Zagrebu umre več kot 150 ljudi
- 1981 – v eksploziji podtaknjene bombe v Teheranu umreta iranski predsednik Mohamad Ali Radzai in predsednik vlade Džavad Bahonar
- 1984 – vesoljsko plovilo Discovery izstreljeno na prvo nalogo
- 1987 – Stefka Kostadinova z 209 cm postavi še danes veljaven svetovni rekord v skoku v višino
- 1991 – Azerbajdžan postane neodvisna država
- 1992 – z londonskim dogovorom se konča srbsko obleganje Goražda
- 1993 – maroški kralj Hasan II. v Casablanci odpre drugo največjo (za Meko) mošejo na svetu, ki sprejme do 100.000 vernikov

## Rojstva
- 1334 – Peter Kruti, kastiljski kralj († 1369)
- 1627 – Ito Jinsai, japonski konfucijanski filozof († 1705)
- 1684 – Marguerite de Launay de Staal, francoska pisateljica († 1750)
- 1748 – Jacques-Louis David, francoski slikar († 1825)
- 1770 – Friedrich Karl Forberg, nemški filozof, pedagog († 1848)
- 1797 – Mary Shelley, angleška pisateljica († 1851)
- 1843 – Carl Theodor Albrecht, nemški astronom († 1915)
- 1844 – Friedrich Ratzel, nemški geograf, etnograf († 1904)
- 1852 – Jacobus Henricus van 't Hoff, nizozemski kemik, nobelovec 1901 († 1911)
- 1871 – Ernest Rutherford, novozelandski fizik, nobelovec 1908 († 1937)
- 1878 – Paul Hazard, francoski pedagog, zgodovinar idej, primerjalni književnik († 1944)
- 1883 – Theo van Doesburg, nizozemski slikar, pesnik († 1931)
- 1889 – Bodil Louise Jensen - Bodil Ipsen, danska gledališka igralka († 1964)
- 1902 – Józef Maria Bocheński, poljski logik in filozof († 1995)
- 1929 – Ivo Vojnović, hrvaški književnik (* 1857)
- 1937 – Leslie Bruce McLaren, novozelandski avtomobilski dirkač, inženir konstruktor († 1970)
- 1943 – Jean-Claude Killy, francoski alpski smučar
- 1948 – Victor Skumin, ruski psiholog in zdravnik
- 1958 – Ana Politkovska, ruska novinarka († 2006)
- 1972 – Cameron Diaz, ameriška filmska igralka

## Smrti
- 30 pr. n. št. – Kleopatra, egipčanska kraljica (* 70 pr. n. št. ali 69 pr. n. št.)
- 1181 – papež Aleksander III. (* 1105)
- 1284 – Ičijo Sanecune, japonski plemič, ustanovitelj regentske hiše Ičjo (* 1223)
- 1329 – Hutuhtu kagan/cesar Mingzong, mongolski vrhovni kan, kitajski cesar dinastije Yuan (* 1300)
- 1483 – Ludvik XI., francoski kralj (* 1423)
- 1615 – Étienne Pasquier, francoski pravnik, pisatelj (* 1529)
- 1809 – Ignacy Hrabia Potocki, poljski državnik (* 1750)
- 1844 – Francis Baily, angleški ljubiteljski astronom (* 1774)
- 1856 – John Ross, britanski polarni raziskovalec (* 1777)
- 1935 – Henri Barbusse, francoski pisatelj, novinar (* 1873)
- 1940 – Joseph John Thomson, angleški fizik škotskega rodu, nobelovec 1906 (* 1856)
- 1946 – Grigorij Mihajlovič Semjonov, ruski general in ataman bajkalskih kozakov (*  1890)
- 1976 – Paul Felix Lazarsfeld, avstrijsko-ameriški sociolog (* 1901)
- 1980 – Bernardo Sanatareno, portugalski pesnik, dramatik (* 1924)
- 2003 –
  - Charles Bronson, ameriški filmski igralec (* 1921)
  - Donald Davidson, ameriški filozof (* 1917)
- 2006 – 
  - Glenn Ford, ameriški filmski igralec (* 1916)
  - Nagib Mahfuz, egiptovski pisatelj, nobelovec (* 1911)
- 2016 – Joe Sutter, ameriško-slovenski, inženir aeronavtike (* 1921)
- 2022 – Mihail Gorbačov, ruski politik, pravnik in zadnji predsednik Sovjetske zveze (*1931)